# Elisa Muri
Elisa Muri (née le 10 juin 1984 à Opéra) est une joueuse italienne de volley-ball. Elle mesure 1,78 m et joue au poste de passeuse. 

## Clubs
| Club                     | Pays      | De        | À         |
| ------------------------ | --------- | --------- | --------- |
| Volley Bergamo           | Italie    | 1997-1998 | 1999-2000 |
| Ardor Busto Arsizio      | Italie    | 2000-2001 | 2002-2003 |
| Libertas Forlì           | Italie    | 2003-2004 | 2003-2004 |
| Terra Sarda Tortolì      | Italie    | 2004-2005 | 2004-2005 |
| Asystel Volley           | Italie    | 2005-2006 | 2005-2006 |
| Robursport Volley Pesaro | Italie    | 2006-2007 | 2006-2008 |
| Esperia Cremona          | Italie    | 2008-2009 | 2008-2009 |
| Joy Volley Vicenza       | Italie    | 2009-2010 | 2009-2010 |
| Volley 2002 Forlì        | Italie    | 2010-2011 | 2011-2012 |
| SC Potsdam               | Allemagne | 2012-2013 | …         |

## Palmarès
- Championnat d'Italie
  - Vainqueur :  2008.
- Supercoupe d'Italie 
  - Vainqueur : 2005, 2006.
- Coupe de la CEV 
  - Vainqueur : 2008.
- Top Teams Cup 
  - Vainqueur :2006.